# Uncial 0100

Uncial 0100 (numeração de Gregory-Aland), ε 070 (von Soden), é um manuscrito uncial grego do Novo Testamento, datado pela paleografia para o século VII.

## Descoberta
Codex contém o texto do Evangelho segundo João (20:26-27; 30-31) em 1 folha de pergaminho (37 x 38 cm). O texto está escrito com duas colunas por página, contendo 33 linhas cada.
O texto grego desse códice Kurt Aland no colocou-o na Categoria.
Actualmente acha-se no Bibliothèque nationale de France (Copt. 129,10) em Paris.